# Danh sách cầu thủ tham dự vòng chung kết UEFA Nations League 2025
Vòng chung kết UEFA Nations League 2025 là một giải đấu bóng đá quốc tế được tổ chức tại Đức từ ngày 4 đến ngày 8 tháng 6 năm 2025. Không giống như các vòng chung kết của giải đấu trước đây, bốn đội tuyển quốc gia tham gia giải đấu được yêu cầu đăng ký một đội hình gồm từ 23 đến 26 cầu thủ, trong đó ba cầu thủ phải là thủ môn, và đội hình sẽ được chốt trước ngày 28 tháng 5 năm 2025, bảy ngày trước khi giải đấu diễn ra. Chỉ những cầu thủ trong những đội hình này mới đủ điều kiện tham gia giải đấu. Trong trường hợp một cầu thủ trong danh sách cầu thủ đã được gửi bị chấn thương hoặc ốm trước trận đấu đầu tiên của giải đấu, cầu thủ đó có thể được thay thế bất kỳ lúc nào trong vòng 24 giờ trước trận đấu đầu tiên của họ. Bác sĩ của mỗi đội và Ủy ban y tế UEFA đều phải xác nhận rằng chấn thương hoặc bệnh tật đủ nghiêm trọng để ngăn cầu thủ tham gia giải đấu. Trường hợp thủ môn bị thương hoặc bị bệnh sau trận đấu đầu tiên của đội mình trong giải đấu, thủ môn đó vẫn có thể được thay thế trước trận đấu thứ hai, ngay cả khi các thủ môn khác trong đội vẫn còn thi đấu.
Vị trí được liệt kê cho mỗi cầu thủ nằm trong danh sách đội hình chính thức do UEFA công bố. Độ tuổi được liệt kê cho mỗi cầu thủ là vào ngày 4 tháng 6 năm 2025, ngày đầu tiên của giải đấu. Số lần khoác áo và số bàn thắng được liệt kê cho mỗi cầu thủ không bao gồm bất kỳ trận đấu nào được thi đấu sau khi bắt đầu giải đấu. Câu lạc bộ được liệt kê là câu lạc bộ dành cho các cầu thủ đã thi đấu một trận đấu cuối cùng trước giải đấu. Quốc tịch của mỗi câu lạc bộ sẽ phản ánh hiệp hội quốc gia (không phải giải đấu) mà câu lạc bộ được liên kết.

## Đội hình

### Đức
Huấn luyện viên: Julian Nagelsmann
Đội hình chính thức của Đức đã được công bố vào ngày 22 tháng 5 năm 2025. Ngày 27 tháng 5, Jonathan Burkardt được chọn để thay thế cho Angelo Stiller, người phải rút lui sớm vì dính chấn thương. Ngày 31 tháng 5, đến lượt Nadiem Amiri gặp chấn thương nên đã phải rút lui khỏi đội hình tham dự giải đấu, và sang đến ngày 1 tháng 6, danh sách lại có sự thay đổi vào phút chót khi Thilo Kehrer thay thế cho Yann Aurel Bisseck và Burkardt đều đang dính chấn thương. Dù vậy, với việc không bổ sung thêm cầu thủ tấn công, đội tuyển Đức chỉ còn có 24 cầu thủ tham dự giải đấu.
| Số | VT | Cầu thủ                     | Ngày sinh (tuổi)            | Trận | Bàn | Câu lạc bộ          |
| -- | -- | --------------------------- | --------------------------- | ---- | --- | ------------------- |
| 1  | TM | Marc-André ter Stegen       | 30 tháng 4, 1992 (33 tuổi)  | 42   | 0   | Barcelona           |
| 2  | HV | Waldemar Anton              | 20 tháng 7, 1996 (28 tuổi)  | 7    | 0   | Borussia Dortmund   |
| 3  | HV | Robin Koch                  | 17 tháng 7, 1996 (28 tuổi)  | 12   | 0   | Eintracht Frankfurt |
| 4  | HV | Jonathan Tah                | 11 tháng 2, 1996 (29 tuổi)  | 35   | 0   | Bayer Leverkusen    |
| 5  | TV | Pascal Groß                 | 15 tháng 6, 1991 (33 tuổi)  | 14   | 1   | Borussia Dortmund   |
| 6  | HV | Joshua Kimmich (đội trưởng) | 8 tháng 2, 1995 (30 tuổi)   | 99   | 8   | Bayern Munich       |
| 7  | TV | Felix Nmecha                | 10 tháng 10, 2000 (24 tuổi) | 3    | 1   | Borussia Dortmund   |
| 8  | TV | Leon Goretzka               | 6 tháng 2, 1995 (30 tuổi)   | 59   | 15  | Bayern Munich       |
| 9  | TĐ | Niclas Füllkrug             | 9 tháng 2, 1993 (32 tuổi)   | 22   | 14  | West Ham United     |
| 11 | TĐ | Nick Woltemade              | 14 tháng 2, 2002 (23 tuổi)  | 0    | 0   | VfB Stuttgart       |
| 12 | TM | Oliver Baumann              | 2 tháng 6, 1990 (35 tuổi)   | 4    | 0   | TSG Hoffenheim      |
| 13 | TĐ | Deniz Undav                 | 19 tháng 7, 1996 (28 tuổi)  | 5    | 3   | VfB Stuttgart       |
| 14 | TĐ | Karim Adeyemi               | 18 tháng 1, 2002 (23 tuổi)  | 6    | 1   | Borussia Dortmund   |
| 15 | HV | Thilo Kehrer                | 21 tháng 9, 1996 (28 tuổi)  | 27   | 0   | Monaco              |
| 17 | TV | Florian Wirtz               | 3 tháng 5, 2003 (22 tuổi)   | 29   | 6   | Bayer Leverkusen    |
| 18 | HV | Maximilian Mittelstädt      | 18 tháng 3, 1997 (28 tuổi)  | 12   | 1   | VfB Stuttgart       |
| 19 | TV | Leroy Sané                  | 11 tháng 1, 1996 (29 tuổi)  | 69   | 14  | Bayern Munich       |
| 20 | TV | Serge Gnabry                | 14 tháng 7, 1995 (29 tuổi)  | 49   | 22  | Bayern Munich       |
| 21 | TV | Robin Gosens                | 5 tháng 7, 1994 (30 tuổi)   | 23   | 2   | Fiorentina          |
| 22 | HV | David Raum                  | 22 tháng 4, 1998 (27 tuổi)  | 27   | 0   | RB Leipzig          |
| 23 | HV | Robert Andrich              | 22 tháng 9, 1994 (30 tuổi)  | 18   | 0   | Bayer Leverkusen    |
| 24 | TM | Alexander Nübel             | 30 tháng 9, 1996 (28 tuổi)  | 2    | 0   | VfB Stuttgart       |
| 25 | TV | Aleksandar Pavlović         | 3 tháng 5, 2004 (21 tuổi)   | 4    | 1   | Bayern Munich       |
| 26 | TV | Tom Bischof                 | 28 tháng 6, 2005 (19 tuổi)  | 0    | 0   | TSG Hoffenheim      |

### Tây Ban Nha
Huấn luyện viên: Luis de la Fuente
Đội hình chính thức của Tây Ban Nha đã được công bố vào ngày 26 tháng 5 năm 2025.
| Số | VT | Cầu thủ                    | Ngày sinh (tuổi)            | Trận | Bàn | Câu lạc bộ          |
| -- | -- | -------------------------- | --------------------------- | ---- | --- | ------------------- |
| 1  | TM | David Raya                 | 15 tháng 9, 1995 (29 tuổi)  | 11   | 0   | Arsenal             |
| 2  | HV | Pedro Porro                | 13 tháng 9, 1999 (25 tuổi)  | 8    | 0   | Tottenham Hotspur   |
| 3  | HV | Robin Le Normand           | 11 tháng 11, 1996 (28 tuổi) | 21   | 1   | Atlético Madrid     |
| 4  | HV | Pau Cubarsí                | 22 tháng 1, 2007 (18 tuổi)  | 6    | 0   | Barcelona           |
| 5  | HV | Daniel Vivian              | 5 tháng 7, 1999 (25 tuổi)   | 8    | 0   | Athletic Bilbao     |
| 6  | TV | Mikel Merino               | 22 tháng 6, 1996 (28 tuổi)  | 33   | 3   | Arsenal             |
| 7  | TĐ | Álvaro Morata (đội trưởng) | 23 tháng 10, 1992 (32 tuổi) | 85   | 37  | Galatasaray         |
| 8  | TV | Fabián Ruiz                | 3 tháng 4, 1996 (29 tuổi)   | 37   | 6   | Paris Saint-Germain |
| 9  | TV | Gavi                       | 5 tháng 8, 2004 (20 tuổi)   | 27   | 5   | Barcelona           |
| 10 | TĐ | Dani Olmo                  | 7 tháng 5, 1998 (27 tuổi)   | 43   | 11  | Barcelona           |
| 11 | TV | Nico Williams              | 12 tháng 7, 2002 (22 tuổi)  | 26   | 5   | Athletic Bilbao     |
| 12 | HV | Dean Huijsen               | 14 tháng 4, 2005 (20 tuổi)  | 2    | 0   | Bournemouth         |
| 13 | TM | Álex Remiro                | 24 tháng 3, 1995 (30 tuổi)  | 2    | 0   | Real Sociedad       |
| 14 | HV | Óscar Mingueza             | 13 tháng 5, 1999 (26 tuổi)  | 3    | 0   | Celta Vigo          |
| 15 | TĐ | Yeremy Pino                | 20 tháng 10, 2002 (22 tuổi) | 14   | 3   | Villarreal          |
| 16 | TV | Álex Baena                 | 20 tháng 7, 2001 (23 tuổi)  | 9    | 2   | Villarreal          |
| 17 | HV | Álex Grimaldo              | 20 tháng 9, 1995 (29 tuổi)  | 10   | 0   | Bayer Leverkusen    |
| 18 | TV | Martín Zubimendi           | 2 tháng 2, 1999 (26 tuổi)   | 17   | 1   | Real Sociedad       |
| 19 | TĐ | Lamine Yamal               | 13 tháng 7, 2007 (17 tuổi)  | 19   | 4   | Barcelona           |
| 20 | TV | Pedri                      | 25 tháng 11, 2002 (22 tuổi) | 32   | 2   | Barcelona           |
| 21 | TV | Mikel Oyarzabal            | 21 tháng 4, 1997 (28 tuổi)  | 43   | 15  | Real Sociedad       |
| 22 | TV | Isco                       | 21 tháng 4, 1992 (33 tuổi)  | 38   | 12  | Real Betis          |
| 23 | TM | Unai Simón                 | 11 tháng 6, 1997 (27 tuổi)  | 48   | 0   | Athletic Bilbao     |
| 24 | HV | Marc Cucurella             | 22 tháng 7, 1998 (26 tuổi)  | 15   | 0   | Chelsea             |
| 25 | TĐ | Fermín López               | 11 tháng 5, 2003 (22 tuổi)  | 2    | 0   | Barcelona           |
| 26 | TĐ | Samu Aghehowa              | 5 tháng 5, 2004 (21 tuổi)   | 1    | 0   | Porto               |

### Bồ Đào Nha
Huấn luyện viên:  Roberto Martínez
Đội hình sơ bộ của Bồ Đào Nha đã được công bố vào ngày 20 tháng 5 năm 2025 với 27 cầu thủ tham dự. Nuno Tavares sau này đã bị loại khỏi đội hình, qua đó tạo nên đội hình chính thức của đội tuyển.
| Số | VT | Cầu thủ                        | Ngày sinh (tuổi)            | Trận | Bàn | Câu lạc bộ              |
| -- | -- | ------------------------------ | --------------------------- | ---- | --- | ----------------------- |
| 1  | TM | Diogo Costa                    | 19 tháng 9, 1999 (25 tuổi)  | 34   | 0   | Porto                   |
| 2  | HV | Nélson Semedo                  | 16 tháng 11, 1993 (31 tuổi) | 42   | 0   | Wolverhampton Wanderers |
| 3  | HV | Rúben Dias                     | 14 tháng 5, 1997 (28 tuổi)  | 66   | 3   | Manchester City         |
| 4  | HV | António Silva                  | 30 tháng 10, 2003 (21 tuổi) | 17   | 0   | Benfica                 |
| 5  | HV | Diogo Dalot                    | 18 tháng 3, 1999 (26 tuổi)  | 29   | 3   | Manchester United       |
| 6  | TV | João Palhinha                  | 9 tháng 7, 1995 (29 tuổi)   | 33   | 2   | Bayern Munich           |
| 7  | TĐ | Cristiano Ronaldo (đội trưởng) | 5 tháng 2, 1985 (40 tuổi)   | 219  | 136 | Al-Nassr                |
| 8  | TV | Bruno Fernandes                | 8 tháng 9, 1994 (30 tuổi)   | 78   | 25  | Manchester United       |
| 9  | TĐ | Gonçalo Ramos                  | 20 tháng 6, 2001 (23 tuổi)  | 15   | 9   | Paris Saint-Germain     |
| 10 | TV | Bernardo Silva                 | 10 tháng 8, 1994 (30 tuổi)  | 100  | 13  | Manchester City         |
| 11 | TĐ | João Félix                     | 10 tháng 11, 1999 (25 tuổi) | 45   | 9   | Milan                   |
| 12 | TM | José Sá                        | 17 tháng 1, 1993 (32 tuổi)  | 3    | 0   | Wolverhampton Wanderers |
| 13 | HV | Renato Veiga                   | 29 tháng 7, 2003 (21 tuổi)  | 4    | 0   | Juventus                |
| 14 | HV | Gonçalo Inácio                 | 25 tháng 8, 2001 (23 tuổi)  | 14   | 2   | Sporting CP             |
| 15 | TV | João Neves                     | 27 tháng 9, 2004 (20 tuổi)  | 14   | 0   | Paris Saint-Germain     |
| 16 | TĐ | Francisco Trincão              | 29 tháng 12, 1999 (25 tuổi) | 10   | 2   | Sporting CP             |
| 17 | TĐ | Rafael Leão                    | 10 tháng 6, 1999 (25 tuổi)  | 39   | 5   | Milan                   |
| 18 | TV | Rúben Neves                    | 13 tháng 3, 1997 (28 tuổi)  | 56   | 0   | Al-Hilal                |
| 19 | TV | Pedro Gonçalves                | 28 tháng 6, 1998            | 3    | 0   | Sporting CP             |
| 20 | TĐ | Pedro Neto                     | 9 tháng 3, 2000 (25 tuổi)   | 15   | 2   | Chelsea                 |
| 21 | TĐ | Diogo Jota                     | 4 tháng 12, 1996 (28 tuổi)  | 47   | 14  | Liverpool               |
| 22 | TM | Rui Silva                      | 7 tháng 2, 1994 (31 tuổi)   | 1    | 0   | Sporting CP             |
| 23 | TV | Vitinha                        | 13 tháng 2, 2000 (25 tuổi)  | 27   | 0   | Paris Saint-Germain     |
| 24 | TV | Rodrigo Mora                   | 5 tháng 5, 2007 (18 tuổi)   | 0    | 0   | Porto                   |
| 25 | HV | Nuno Mendes                    | 19 tháng 6, 2002 (22 tuổi)  | 35   | 0   | Paris Saint-Germain     |
| 26 | TĐ | Francisco Conceição            | 14 tháng 12, 2002 (22 tuổi) | 9    | 1   | Juventus                |

### Pháp
Huấn luyện viên: Didier Deschamps
Đội hình chính thức của Pháp đã được công bố vào ngày 21 tháng 5 năm 2025. Trong thời gian giải đấu được diễn ra, Ousmane Dembélé, Clément Lenglet, và Bradley Barcola phải rời khỏi đội tuyển do cả ba đều gặp chấn thương.
| Số | VT | Cầu thủ                    | Ngày sinh (tuổi)            | Trận | Bàn | Câu lạc bộ          |
| -- | -- | -------------------------- | --------------------------- | ---- | --- | ------------------- |
| 1  | TM | Brice Samba                | 25 tháng 4, 1994 (31 tuổi)  | 3    | 0   | Rennes              |
| 2  | HV | Benjamin Pavard            | 28 tháng 3, 1996 (29 tuổi)  | 55   | 5   | Inter Milan         |
| 3  | HV | Lucas Digne                | 20 tháng 7, 1993 (31 tuổi)  | 51   | 0   | Aston Villa         |
| 4  | HV | Loïc Badé                  | 11 tháng 4, 2000 (25 tuổi)  | 0    | 0   | Sevilla             |
| 5  | HV | Clément Lenglet            | 17 tháng 6, 1995 (29 tuổi)  | 15   | 1   | Atlético Madrid     |
| 6  | TV | Mattéo Guendouzi           | 14 tháng 4, 1999 (26 tuổi)  | 13   | 2   | Lazio               |
| 7  | TĐ | Ousmane Dembélé            | 15 tháng 5, 1997 (28 tuổi)  | 55   | 7   | Paris Saint-Germain |
| 8  | TV | Aurélien Tchouaméni        | 27 tháng 1, 2000 (25 tuổi)  | 40   | 3   | Real Madrid         |
| 9  | TĐ | Marcus Thuram              | 6 tháng 8, 1997 (27 tuổi)   | 29   | 2   | Inter Milan         |
| 10 | TĐ | Kylian Mbappé (đội trưởng) | 20 tháng 12, 1998 (26 tuổi) | 88   | 48  | Real Madrid         |
| 11 | TV | Michael Olise              | 12 tháng 12, 2001 (23 tuổi) | 6    | 1   | Bayern Munich       |
| 12 | TĐ | Randal Kolo Muani          | 5 tháng 12, 1998 (26 tuổi)  | 29   | 8   | Juventus            |
| 13 | TV | Manu Koné                  | 17 tháng 5, 2001 (24 tuổi)  | 6    | 0   | Roma                |
| 14 | TV | Adrien Rabiot              | 3 tháng 4, 1995 (30 tuổi)   | 51   | 6   | Marseille           |
| 15 | HV | Ibrahima Konaté            | 25 tháng 5, 1999 (26 tuổi)  | 22   | 0   | Liverpool           |
| 16 | TM | Mike Maignan               | 3 tháng 7, 1995 (29 tuổi)   | 30   | 0   | Milan               |
| 17 | HV | Malo Gusto                 | 19 tháng 5, 2003 (22 tuổi)  | 1    | 0   | Chelsea             |
| 18 | TV | Warren Zaïre-Emery         | 8 tháng 3, 2006 (19 tuổi)   | 7    | 1   | Paris Saint-Germain |
| 19 | HV | Pierre Kalulu              | 5 tháng 6, 2000 (24 tuổi)   | 0    | 0   | Juventus            |
| 20 | TĐ | Bradley Barcola            | 2 tháng 9, 2002 (22 tuổi)   | 13   | 2   | Paris Saint-Germain |
| 21 | HV | Lucas Hernandez            | 14 tháng 2, 1996 (29 tuổi)  | 37   | 0   | Paris Saint-Germain |
| 22 | HV | Théo Hernandez             | 6 tháng 10, 1997 (27 tuổi)  | 37   | 2   | Milan               |
| 23 | TM | Lucas Chevalier            | 6 tháng 11, 2001 (23 tuổi)  | 0    | 0   | Lille               |
| 24 | TĐ | Désiré Doué                | 3 tháng 6, 2005 (20 tuổi)   | 1    | 0   | Paris Saint-Germain |
| 25 | TĐ | Rayan Cherki               | 17 tháng 8, 2003 (21 tuổi)  | 0    | 0   | Lyon                |